# 코반역

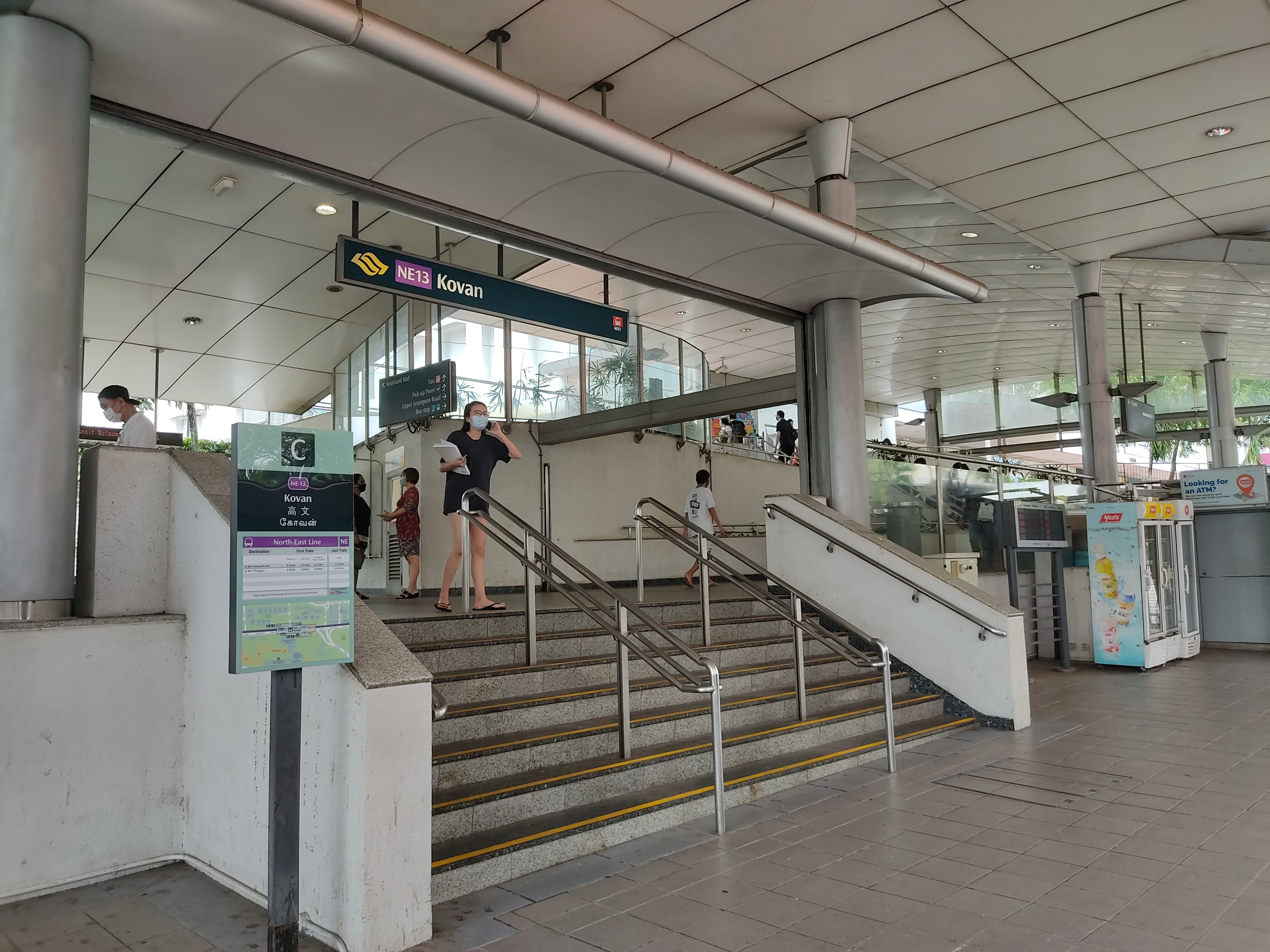

코반역(Kovan MRT station)은 싱가포르 호우강에 있는 노스이스트선(NEL)에 있는 지하철 MRT(Mass Rapid Transit) 역이다. 어퍼 세랑군 로드 아래에 위치한 이 역은 하드랜드 몰(Heartland Mall)과 주변 공공 및 개인 주택의 소매 개발을 담당한다.
1996년 3월에 처음 발표된 이 역은 2003년 6월 20일에 운영을 시작했다. 건설에는 어퍼 세랑군 로드의 여러 우회가 필요했다. NEL의 모든 역과 마찬가지로 코반역도 SBS 트랜싯에서 운영한다. 이 방송국에는 네트워크의 아트 인 트랜싯 프로그램의 일환으로 엔 토우(Eng Tow)의 The Trade-off 작품이 전시되어 있다.